# Jacques Stehman
Jacques Stehman (født 8. juli 1912 i Brussel - død 20. maj 1975 i Knokke-Heist, Belgien) var en belgisk komponist, professor, musikanmelder og lærer.
Stehman studerede på det Kongelige Musikkonservatorium i Brussel, og var elev af Jean Absil. Han blev senere professor og lærer i harmonilærer og musikhistorie på konservatoriet.
Stehman har skrevet en Symphonie de Poche, orkesterværker, klavermusik, kammermusik etc.

## Udvalgte værker
- Symfoni "de Poche" (Lomme Symfoni) (1954) - for orkester
- Escapades (eskapader) (1968-1971) -  for klaver og strygeorkester
- Le tombeau de Ravel (Ravels grav) (1949, Rev. 1971) (klaversuite) - for klaver
- Trois marches de guerre (Tre krigsmarcher) (19?) - for orkester